# Вердонська ущелина
43°44′16″ пн. ш. 6°21′50″ сх. д. / 43.737777777778° пн. ш. 6.3638888888889° сх. д.

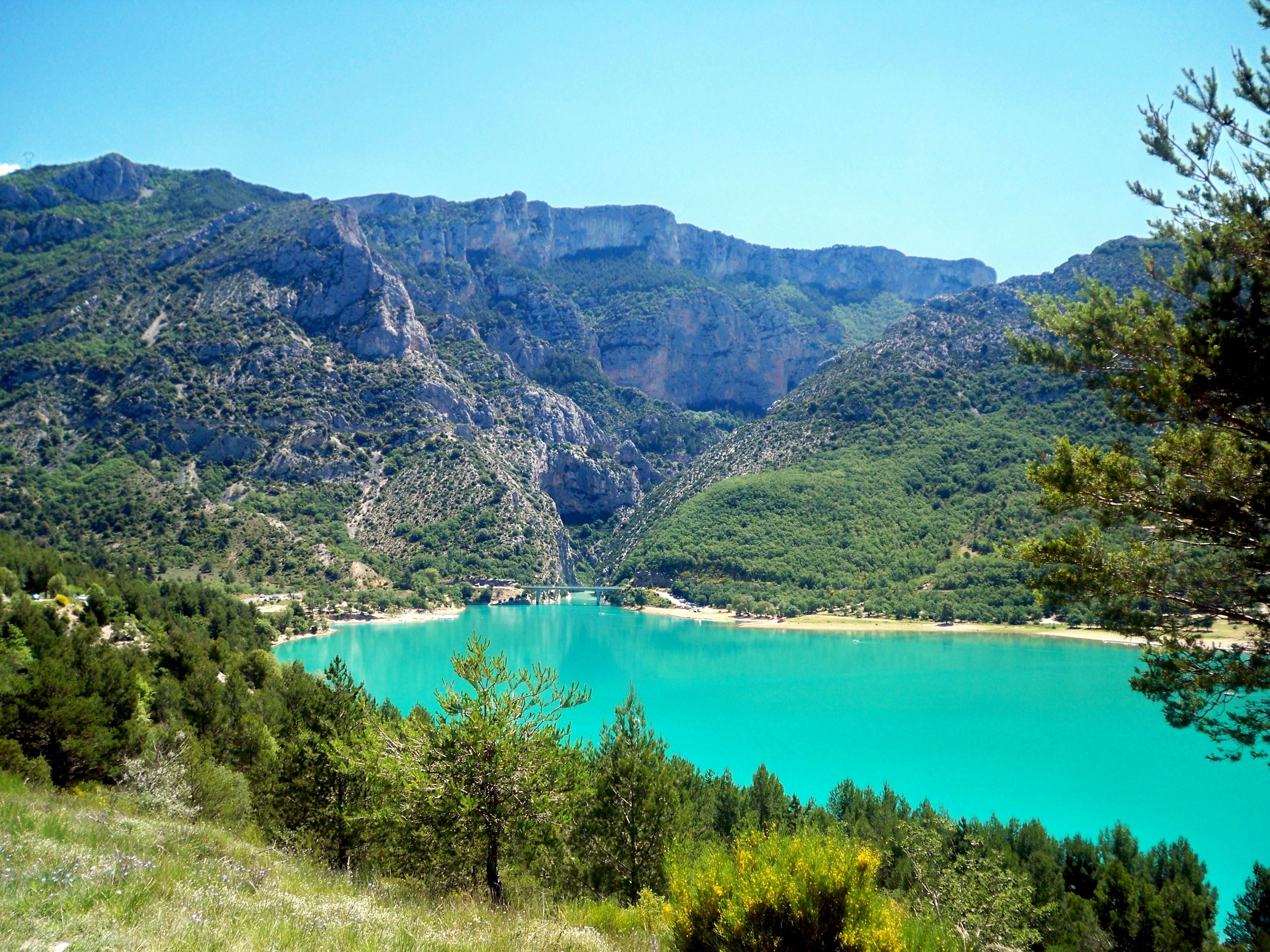
Вхід у Вердонську ущелину

Вердо́нська уще́лина, Вердо́нський каньйо́н (фр. Gorges du Verdon, Grand canyon du Verdon) — річковий каньйон, відомий як один з найкрасивіших у Європі. Розташований у верхній течії річки Вердон в Альпах Верхнього Провансу, на південному сході Франції (департамент Альпи Верхнього Провансу). Довжина ущелини становить близько 25 кілометрів, глибина — до 700 метрів. Відтак Вердонська ущелина — найдовша та найглибша у Франції.
Через свою близькість до Французької Рив'єри каньйон дуже популярний серед туристів, які можуть орендувати тут каяки чи ходити у походи. Вапнякові стіни, які мають висоту кількасот метрів, приваблюють багатьох альпіністів.  
|                         |
| Вид на каньйон з мосту. |

|                 |
| Каньйон з води. |